# Manabu Komatsubara
Manabu Komatsubara (født 2. april 1981) er en tidligere japansk fodboldspiller.
Han har spillet for flere forskellige klubber i sin karriere, herunder Shonan Bellmare og Ventforet Kofu.